# 1567 год в науке
В 1567 году произошли различные научные и технологические события, некоторые из которых представлены ниже.

## События
- Фабрицио Морденте создал и описал «пропорциональный восьмиточечный циркуль», который позволяет с поразительной точностью решать задачи измерения длины окружности, площади и углов круга[1][2].

## Публикации
- Жак Гревен: Deux livres des venins, ausquels il est amplement discouru des bestes venimeuses, thériaques, poisons et contre-poisons, par Jacques Grévin de Clermont en Beauvaisis. Ensemble les œuvres de Nicandre, medecin & poète grec, traduictes en vers françois. 1567—1568.
- Педру Нуниш: Livro de algebra en arithmetica y geometria;
- Парацельс: On the Miners' Sickness and Other Diseases of Miners, пионерская работа по профилактике и лечению профессиональных шахтёрских заболеваний и травм.
- Жан Фернель: Universa medicina, посмертно.

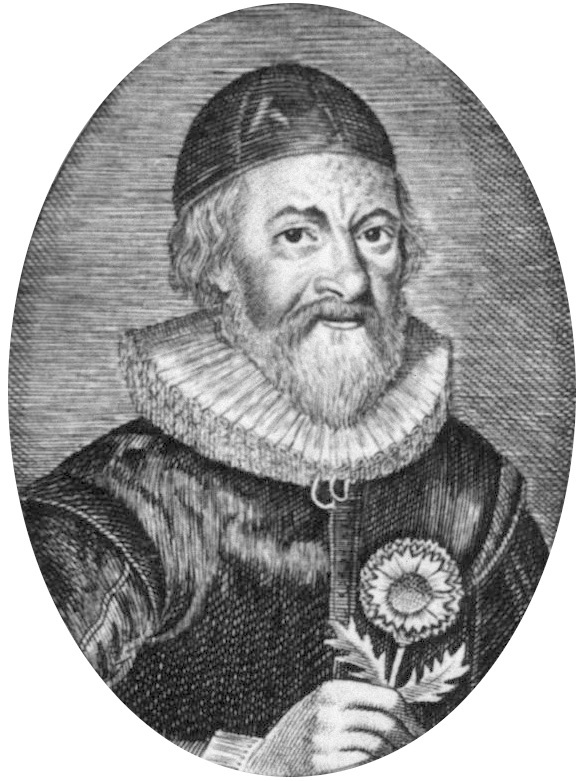
Джон Паркинсон

## Родились
См. также: Категория:Родившиеся в 1567 году
- Фабио Колонна, итальянский ботаник (ум. в 1640 году).
- Джон Паркинсон, английский ботаник, королевский ботаник при Карле I  (ум. в 1650 году).

## Скончались
См. также: Категория:Умершие в 1567 году
- 19 апреля — Михаэль Штифель, немецкий математик (род. в 1487 году).